# Kate Burton

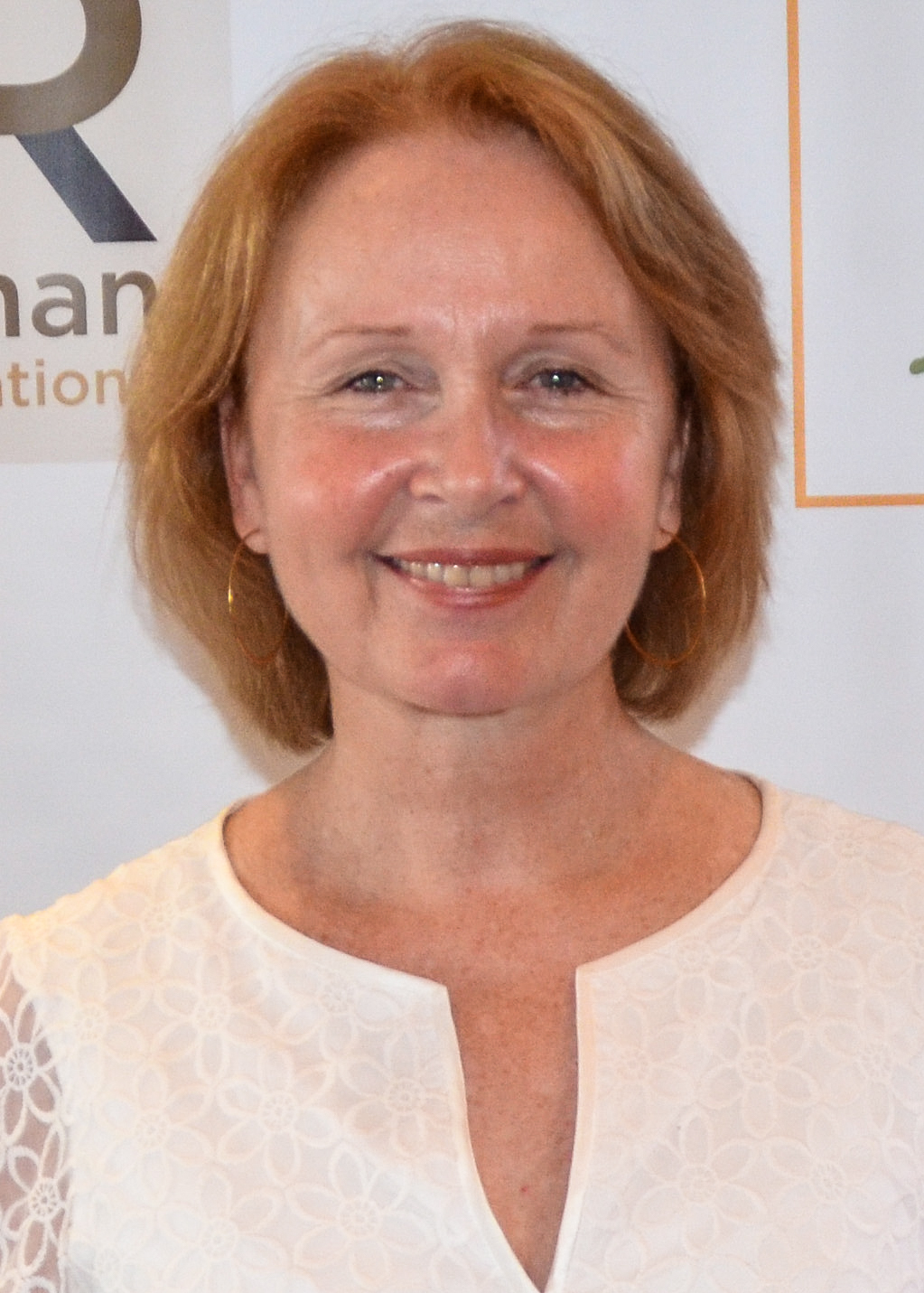
Kate Burton (2014)

Katherine „Kate“ Burton (* 10. September 1957 in Genf, Schweiz) ist eine US-amerikanische Schauspielerin.

## Leben und Leistungen
Die Eltern von Kate Burton, Richard Burton und Sybil Williams, waren Schauspieler. Burton studierte an der School of Drama der Yale University, außerdem schloss sie ein Studium der russischen Sprache und der europäischen Geschichte an der Brown University ab.
Burton debütierte an der Seite ihres Vaters im Historiendrama Königin für tausend Tage aus dem Jahr 1969, wurde jedoch nicht im Abspann erwähnt. In der Actionkomödie Big Trouble in Little China (1986) spielte sie an der Seite von Kurt Russell und Kim Cattrall eine der größeren Rollen. Ihr Auftritt in der Fernsehserie Junge Schicksale (ABC Afterschool Specials) im Jahr 1995 brachte ihr 1996 den Daytime Emmy Award.
Als Theaterdarstellerin wurde Burton im Jahr 2002 für ihre Rollen in den Stücken Hedda Gabler und The Elephant Man für zwei Tony Awards nominiert. Im Fernsehthriller Besessen (2002) übernahm sie neben Jenna Elfman eine der Hauptrollen. Im Filmdrama Empire Falls (2005) spielte sie die Rolle der Tochter der Chefin von Miles Roby (Ed Harris), die in diesen jahrelang verliebt ist. Im Thriller Stay (2005) trat sie neben Ewan McGregor, Ryan Gosling und Naomi Watts in einer größeren Rolle auf. Ihre seit 2005 gespielte Rolle der Ellis Grey in der Fernsehserie Grey’s Anatomy brachte ihr 2006 und 2007 jeweils eine Nominierung für den Emmy. In der Serie Scandal spielte sie von 2012 bis 2018 – ebenfalls, wie Grey's Anatomy, von Shonda Rhimes – die Rolle der Sally Langston, für die sie 2014 wieder für den Emmy nominiert wurde.
Burton ist seit 1984 mit Michael Ritchie verheiratet, der das Massachusetts' Williamstown Theatre Festival leitet. Sie hat zwei Kinder.

## Filmografie (Auswahl)
- 1969: Königin für tausend Tage (Anne of the Thousand Days)
- 1983: Doonesbury: A Broadway Musical
- 1984: Ellis Island (Miniserie)
- 1985: Evergreen (Fernsehdreiteiler, Folge 2)
- 1986: Big Trouble in Little China
- 1987: Onkel Toms Hütte (Uncle Tom’s Cabin, Fernsehfilm)
- 1988: American Playhouse (Fernsehserie, Folge 7x10 Journey Into Genius)
- 1992: Law & Order (Folge 2x17, Machtpositionen)
- 1993: Hilfe! Jeder ist der Größte (Life with Mikey)
- 1993: Love Matters (Fernsehfilm)
- 1995: Junge Schicksale (ABC Afterschool Specials, Fernsehserie, Folge 23x04 Notes for My Daughter)
- 1996: Der Club der Teufelinnen (The First Wives Club)
- 1997: Der Eissturm (The Ice Storm)
- 1997–2004: Practice – Die Anwälte (The Practice, Fernsehserie, 9 Folgen)
- 1998: Celebrity – Schön. Reich. Berühmt. (Celebrity)
- 2000: Sein letzter Coup (The Opportunists)
- 2001: Criminal Intent – Verbrechen im Visier (Law & Order: Criminal Intent, Fernsehserie, Folge 1x08 Machtkampf)
- 2001: Law & Order (12x2, Kriegshelden)
- 2002: Untreu (Unfaithful)
- 2002: Swimfan
- 2002: Besessen (Obsessed, Fernsehfilm)
- 2003: Das Tagebuch der Ellen Rimbauer (The Diary of Ellen Rimbauer, Fernsehfilm)
- 2003: The Paper Mache Chase (Kurzfilm)
- 2004: Law & Order (14x11, Tiere der Großstadt)
- 2005: Law & Order (15x6, Tödliche Dosis)
- 2005: Empire Falls – Schicksal einer Stadt (Empire Falls, Fernsehfilm)
- 2005: Stay
- 2005: Numbers – Die Logik des Verbrechens (Numb3rs, Fernsehserie, Folge 2x10 Knochen des Anstoßes)
- 2005–2007, 2012–2019, 2021–2023: Grey’s Anatomy (Fernsehserie, 24 Folgen)
- 2007: Lovely by Surprise
- 2008: Max Payne
- 2009–2010, 2012: Good Wife (The Good Wife, Fernsehserie, 3 Folgen)
- 2010: Remember Me – Lebe den Augenblick
- 2010: 127 Hours
- 2010: Law & Order: Special Victims Unit (Fernsehserie, Folge 12x18 Die Tyrannin)
- 2011: Grimm (Fernsehserie, 2 Folgen)
- 2011: Puncture
- 2012: 2 Tage New York (2 Days in New York)
- 2012: Liberal Arts
- 2012: Veep – Die Vizepräsidentin (Veep, Fernsehserie, 3 Folgen)
- 2012–2018: Scandal (Fernsehserie, 42 Folgen)
- 2013: Revolution (Fernsehserie, Folge 1x14)
- 2014: Barfuß ins Glück (Barefoot)
- 2014: Rake (Fernsehserie, Folge 1x09)
- 2015: Martyrs
- 2015: Extant (Fernsehserie, 6 Folgen)
- 2016–2018: Madam Secretary (Fernsehserie, Folgen 2x13, 4x15)
- 2016: Elementary (Fernsehserie, Folge 4x11)
- 2018: Modern Family (Fernsehserie, Folge 9x21)
- 2018: This Is Us – Das ist Leben (This Is Us, Fernsehserie, 2 Folgen)
- 2019, 2021: Supergirl (Fernsehserie, 2 Folgen)
- 2020: Navy CIS: New Orleans (NCIS: New Orleans, Fernsehserie, Folge 5x19)
- 2020: Tote Mädchen lügen nicht (13 Reasons Why, Fernsehserie, Folge 4x10)
- 2020–2021: Charmed (Fernsehserie, 6 Folgen)
- 2022: Inventing Anna (Fernsehserie, 3 Folgen)
- 2022: Bull (Fernsehserie, Folge 6x21)
- 2022: Bosch: Legacy (Fernsehserie, Staffel 1, 5 Folgen)
- 2023: Our Son
- 2023: Dumb Money – Schnelles Geld (Dumb Money)
- 2024: Oscar Wilde About America
- 2024: FBI (Fernsehserie, Folge 6x11)
- 2025: Bulldozer (Fernsehfilm)
- 2025: The Surrender
- 2025: Ransom Canyon (Fernsehserie)